# مارسيلو أوليفيرا (لاعب كرة قدم)
مارسيلو أوليفيرا (بالإسبانية: Marcelo Olivera)‏ هو لاعب كرة قدم أرجنتيني في مركز الهجوم، ولد في 4 يناير 1999 في Colonia Victoria ‏ في الأرجنتين. لعب مع Club Deportivo Universidad de San Martín de Porres ‏.

## وصلات خارجية
- مارسيلو أوليفيرا على موقع قاعدة بيانات كرة القدم.إي يو (الإنجليزية)
- مارسيلو أوليفيرا على موقع Soccerway.com (الإنجليزية)